# Cristina Sumners
Cristina Jordan Sumners (* 1946 oder 1947 in Brady, Texas; † 14. August 2013 in Albuquerque) war eine US-amerikanische Schriftstellerin.
Cristina Sumners erlangte einen Bachelor in Altenglisch vom Vassar College, einen Master of Philosophy von der University of Oxford und einen Master of Divinity vom General Theological Seminary. Obwohl presbyterianisch aufgewachsen, wurde sie 1982 zur Priesterin der Episkopalkirche ordiniert. Als solche war sie 30 Jahre lang tätig. Sie setzte sich unter anderem für die Anerkennung von Frauen in diesem Amt ein und später für die Rechte von christlichen LGBT. Sie unterrichtete in England und arbeitete in zwei Kirchen in Texas. Sie war mit einem Wissenschaftler verheiratet und lebte ab 2002 mit ihm in Taos, New Mexico.
Erst 25 Jahre, nachdem Sumners zu schreiben begonnen hatte, wurde ihr erster Roman veröffentlicht. Nach drei Kriminalromanen ließen ihre zunehmenden gesundheitlichen Probleme keine weitere Arbeit als Schriftstellerin mehr zu. 2013 starb sie im Alter von 66 Jahren. Sie hinterließ einen Sohn.

## Werke
Tom Holder ist Chefinspektor des verschlafenen Städtchens Harton in New Jersey. Reverend Dr. Kathryn Koerney ist Pastorin in der St Margaret’s Episcopal Church. Gemeinsam sind sie ein erfolgreiches Ermittler-Team.
- Crooked heart. 2002 (deutsch von Monika Koch Falsches Zeugnis. Blanvalet, München 2004, ISBN 3-442-36069-2)
- Thieves break in. 2004 (deutsch von Andrea Stumpf und Gabriele Werbeck Deines Nächsten Hab und Gut. Blanvalet, München 2005, ISBN 3-442-36156-7)
- Familiar friend. 2006